# النزاع الروسي-البيلاروسي على الطاقة 2007

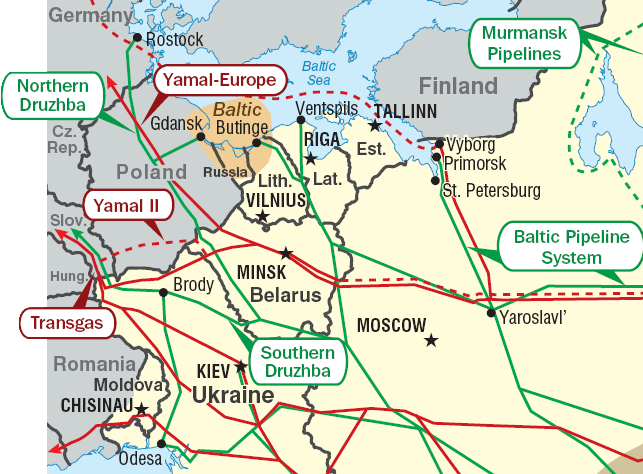
يخرج خط دروجبا من روسيا مارًا عبر بيلاروس وصولًا إلى دول أوروبا الأخرى

بدأ النزاع الروسي-البيلاروسي على الطاقة عندما طلبت شركة غازبروم الحكومية المورّدة للغاز رفع أسعار الغاز على بيلاروس، البلد التي كانت في تحالف وثيق مع موسكو وترتبط معها ضمن دولة الاتحاد. تفاقمت الأزمة في 8 يناير 2007، عندما أوقفت شركة أنابيب ترانزنيفت الحكومية ضخ النفط في أنبوب دروجبا الذي يمرّ عبر بيلاروس بسبب نزْح بيلاروس النفط من الأنبوب دونما اتفاق مشترك. في 10 يناير، واصلت شركة ترانزنيفت ضخّ صادرات النفط في الأنبوب بعد رفع بيلاروس التعريفات الجمركية التي سببت الإغلاق، رغم التناقض الذي شاب الرسائل المتبادلة بين أطراف الأزمة المتفاوضين.
يزوّد أنبوب دروجبا ألمانيا بـ20% من حاجتها للنفط، ويُعتبر أطول أنبوب في العالم، ويزوّد كلًا من بولندا، وأوكرانيا، وسلوفاكيا، وجمهورية التشيك، والمجر بالنفط.

## خلفية الأحداث
لزمن طويل، كانت أسعار الغاز لمعظم جمهوريات الاتحاد السوفييتي السابق أخفض منها بكثير عمّا هي عليه للدول الأوروبية الغربية. في العام 2006، دفعت بيلاروس 46$ فقط مقابل كل 1000 متر مكعب، وهو سعر ضئيل مقارنة بما دفعته ألمانيا، أي 290$ لكل 1000 متر مكعب. بلغ رقم المساعدات السنوية الروسية للاقتصاد البيلاروسي ما يقارب 4 مليارات دولار، وفقًا لما ذكره الرئيس الروسي فلاديمير بوتين في 9 يناير 2007. في العام 2006 أعلنت روسيا عن رفعها أسعار الغاز للعام 2007. بعد رفض الرئيس البيلاروسي أليكساندر لوكاشينكو التغيير في السعر، ودون توقيع اتفاقية جديدة، هددت شركة غازبروم بقطع إمدادات الغاز إلى بيلاروس اعتبارًا من الساعة 10 بتوقيت موسكو في 1 يناير 2007. في نهاية المطاف اتفق الطرفان على البنود التالية:
- يُباع الغاز الروسي إلى بيلاروس بسعر 100$ لكل 1000 متر مكعب (بدلًا من السعر الذي اقترحته غازبروم أولًا، 200$ لكل 1000 متر مكعب).
- يتوجب على بيلاروس بيع 50% من شركة الغاز البيلاروسية الوطنية بيلترانغاز إلى غازبروم بسعر أقصاه 2.5 مليار دولار.[7]
- سترتفع أسعار الغاز المقدّم إلى بيلاروس لتكافئ مثيلتها في السوق الأوروبية بحلول العام 2011.
- سترتفع أجور نقل بيلاروس للغاز الروسي إلى ما يقارب 70%.[8]

كان من أوجه النزاع على الطاقة هذا نزاع بخصوص النفط. ففي العام 1995، اتفقت روسيا وبيلاروس على ألا تفرض روسيا تعريفة جمركية على صادرات النفط إلى بيلاروسيا. في المقابل، فعائدات النفط المكرر في بيلاروس تُقسم بينهما بنسبة 15% لبيلاروس و85% لروسيا. في العام 2001، ألغت بيلاروس هذا الاتفاقية من طرف واحد، في حين واصلت روسيا إرسال صادراتها معفاة من الرسوم الجمركية. أبقت حكومة الرئيس البيلاروسي لوكاشينكو جميع العائدات، ونقلت العديد من شركات النفط الروسية منشآت معالجة النفط إلى بيلاروسيا. وفقًا لهذه الاتفاقية، خسرت روسيا كذلك مليارات الدولارات سنويًا. فرضت بيلاروس رسومًا جمركية تبلغ 45$ على كل طن نفط يتدفق عبر أنبوب دروجبا، وهو ما دفع روسيا للزعم بأن هذا الإجراء غير قانوني والتهديد بالتصعيد، نظرًا لمخالفة ذلك التصرف اتفاقيات التجارة المتبادلة والعرف العالمي. فُرضت الرسوم الجمركية على البضائع المستوردة أو المصدّرة في حين لا تُفرض على البضائع العابرة. رفضت روسيا دفع الرسوم الجمركية التي فرضتها بيلاروس.
على سبيل التعويض، راحت بيلاروس نزْح النفط من الأنبوب. وفقًا لما ذكره، سيميون فاينشتوك، رئيس شركة أنبوب ترانزيفت الروسية المحتكرة، فإن بيلاروس نزحَت 79,900 طن متري من النفط منذ 6 يناير. قال فاينشتوك بأن ذلك إجراء غير قانوني وأنه أُجري «دون إبلاغ أحد». ردًا على ذلك، أوقفت روسيا نقل النفط في 8 يناير.